# Cais do Sodré vasútállomás
A Cais do Sodré vasútállomás (Portugál kiejtésben: [kaiʃ du su'dɾɛ]) egy modális vasúti csomópont Lisszabon Misericórdia negyedében. Összeköti a városi metrót az elővárosi vasúti közlekedéssel egészen Cascais-ig.

## Története
Az állomás 1928. augusztus 18-án készült el és avatták fel.
1960-ban új tetőt építettek az emelvényekre, de 1963. május 28-án ez összeomlott, körülbelül 50 ember meghalt és még sokan megsebesültek.
1993-ban összekapcsolták a Cais do Sodré metróállomást és a vasútállomást.

## Vasútvonalak
Az állomást az alábbi vasútvonalak érintik:
- Linha de Cascais

## Kapcsolódó állomások
Az állomáshoz az alábbi állomások vannak a legközelebb:
- Santos railway station (Cascais railway station)